# Techniczne Zakłady Naukowe w Częstochowie

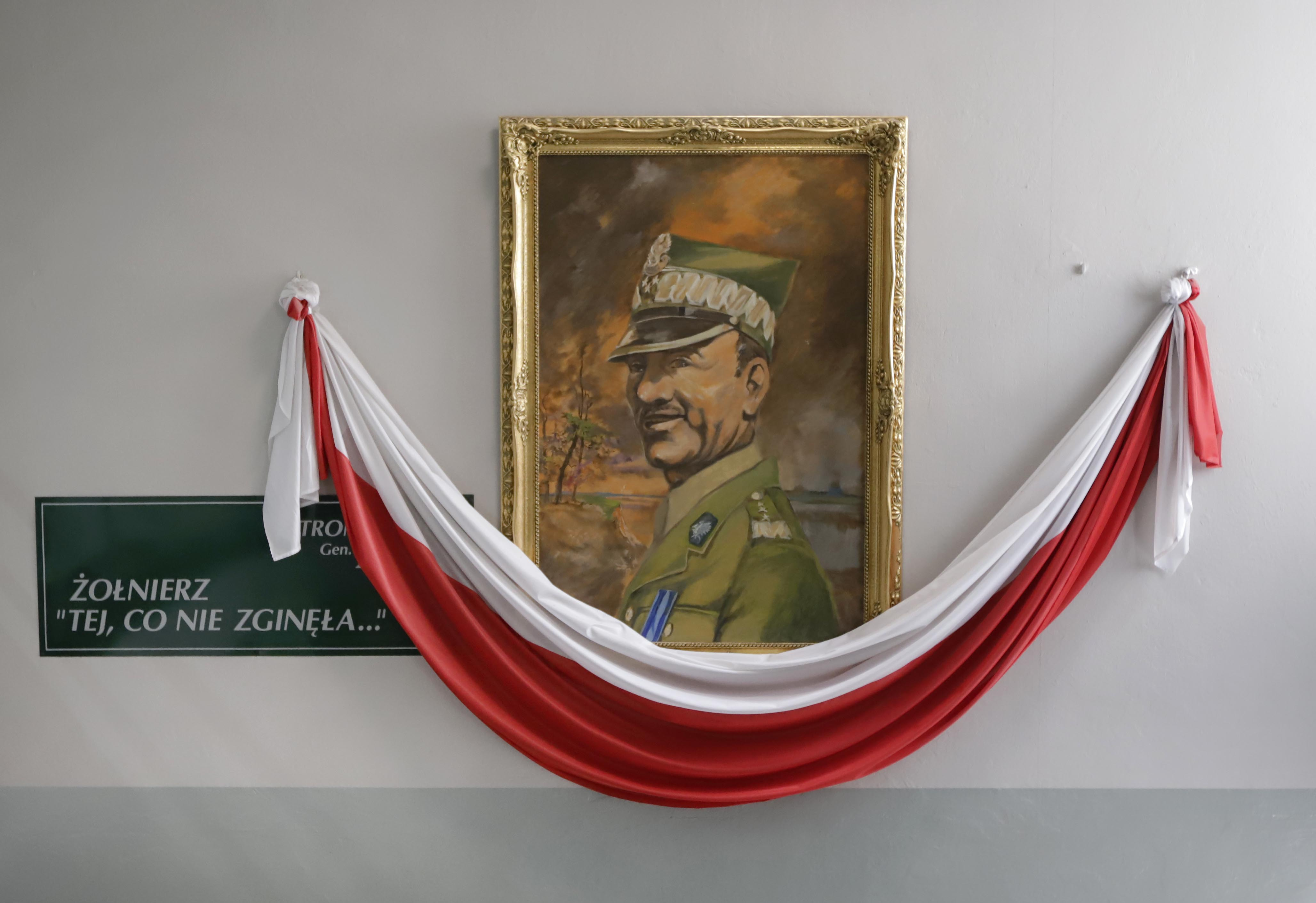
Patron szkoły - gen. W. Sikorski

Techniczne Zakłady Naukowe im. gen. Władysława Sikorskiego w Częstochowie – szkoła średnia w Częstochowie w województwie śląskim, mieści się przy ul. Jasnogórskiej 84/90.

## Historia
Od 1946 roku rozpoczęła nauczanie Szkoła Przemysłowo-Górnicza w budynku Liceum Ogólnokształcącego dla Dorosłych przy ul. Kościuszki 10. W 1947 roku zmieniono nazwę szkoły na Gimnazjum Przemysłowo-Górnicze. W 1949 roku Zorganizowano I klasę Liceum Górniczego w Liceum Hutniczym na Rakowie. W roku szkolnym 1951/1952 wprowadzono nazwę: Państwowe Technikum Górnictwa Rud Żelaza. 1 września 1954 roku połączono Technikum Górnictwa Rud Żelaza z Technikum Mechaniczno-Elektrycznym. Utworzono następujące wydziały: eksploatacja złóż rudy, mechanika górnicza, przeróbka i wzbogacanie złóż, elektrotechnika górnicza, geologia poszukiwawcza, obróbka metali skrawaniem. W 1954 roku wydano przez PWSZ pierwszy w historii szkolnictwa zawodowego w Polsce podręcznik o tematyce odpowiadającej specjalności szkoły, pt „Górnictwo Rud”. Autorami byli wykładowcy szkoły: Józef Stachura i Antoni Białczewski.
W 1958 roku przyłączono Zasadniczą Szkołę Górniczą i Wydział Górniczy Zaoczny. Wśród absolwentów byli obywatele Korei i Kuby. 27 listopada 1965 roku odbyło się XX-lecie szkoły - uroczysta konferencja Rady Pedagogicznej z udziałem Ministra Przemysłu Ciężkiego. Zmieniono nazwę szkoły na Techniczne Zakłady Naukowe Górnictwa Rud. W roku szkolnym 1968/1969 wprowadzono jednolite mundury szkolne, ufundowane przez Zjednoczenie Kopalń Rud Żelaza. 31 sierpnia 1981 roku ustalono przez władze oświatowe nową nazwę szkoły: Techniczne Zakłady Naukowe im. gen. Władysława Sikorskiego w Częstochowie.

## Osiągnięcia szkoły
Uczniowie  Technicznych Zakładów Naukowych zdobyli wiele osiągnięć technicznych - również na arenie międzynarodowej - wymykających się z wszelkich kryteriów ustalających rankingi szkół. Mają też możliwości zdobywania dodatkowych uprawnień, np. SEP-owskie czy certyfikaty CISCO.
Szkoła jest organizatorem Wojewódzkiego Konkursu Informatycznego CHIPSET - jeden z najważniejszych tego typu konkursów w województwie śląskim. Adresowany on jest to uczniów szkół podstawowych, którzy chcieliby zostać w przyszłości informatykami i programistami.

## Kierunki zawodowe
- Technik elektronik
- Technik budownictwa z elementami architektury
- Technik informatyk
- Technik programista
- Technik teleinformatyk
- Technik mechanik
- Technik mechanik lotniczy[7]

Technik programista to kierunek otwarty w roku szkolnym 2022/2023. Jest to najbardziej oblegana klasa. W 2023 roku o 30 miejsc w klasie programistów walczyło 109 kandydatów. Jest to "absolutny rekordzista w Technicznych Zakładach Naukowych".

## Znani absolwenci
- Marceli Antoniewicz – mediewista, dyrektor Instytutu Historii Uniwersytetu Humanistyczno-Przyrodniczego im. Jana Długosza w Częstochowie
- Tadeusz Budzik – Komendant Główny Policji
- Janusz Darocha – kilkukrotny mistrz świata w lataniu precyzyjnym
- Jarosław Jagieła – psychoterapeuta, profesor Uniwersytetu Humanistyczno-Przyrodniczego im. Jana Długosza w Częstochowie
- Tomasz Michałowski – senator IV kadencji
- Andrzej Rusek – elektrotechnik, prorektor Politechniki Częstochowskiej
- Adrian Castro – medalista igrzysk paraolimpijskich w szermierce na wózkach